# Diospyros ramiflora
Diospyros ramiflora är en tvåhjärtbladig växtart som beskrevs av William Roxburgh. Diospyros ramiflora ingår i släktet Diospyros och familjen Ebenaceae. Inga underarter finns listade i Catalogue of Life.